# Jean Fusoris

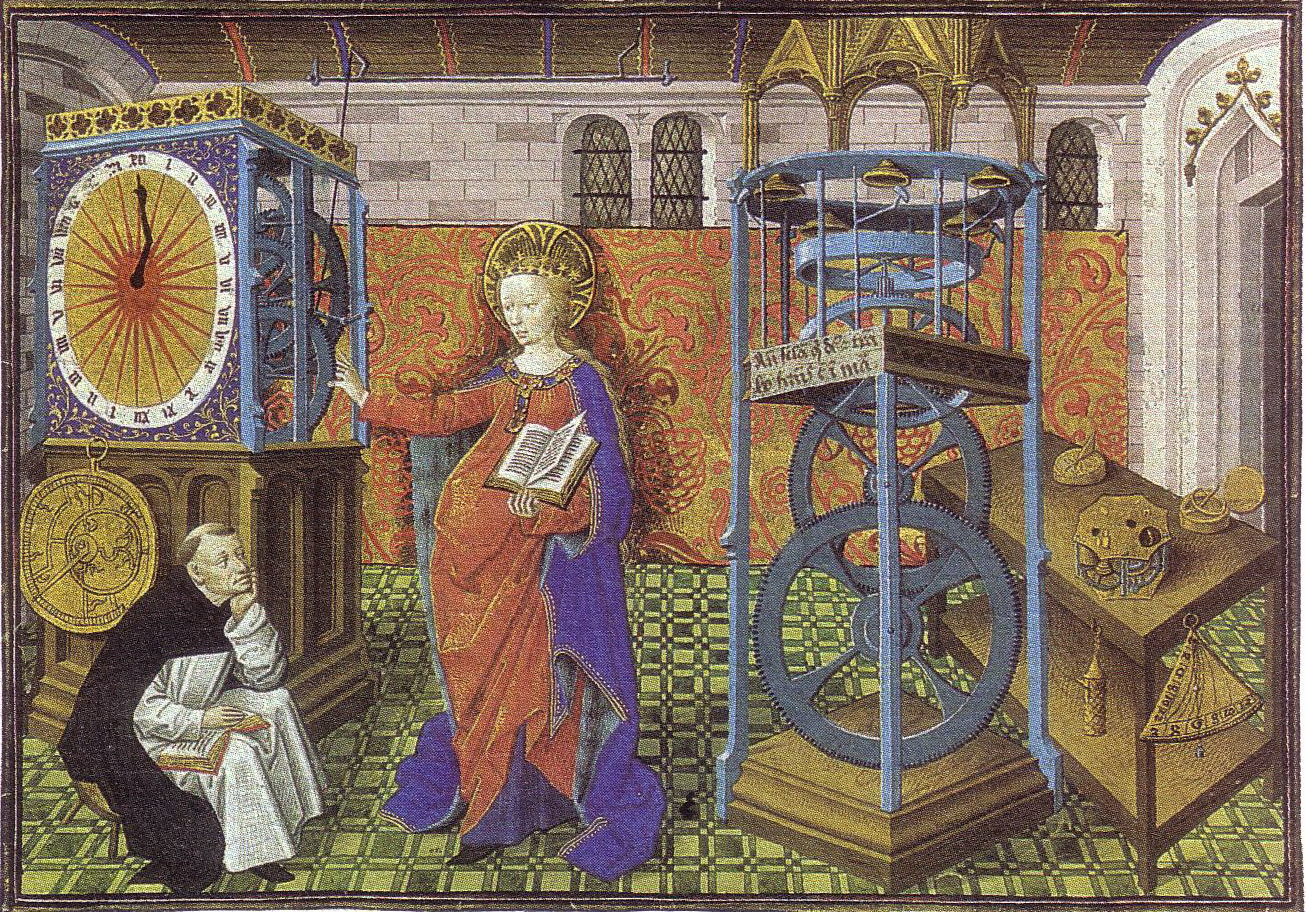
Le domaine de Fusoris.

Jean Fusoris, né à Giraumont (Meurthe-et-Moselle) vers 1365, mort en 1436, est un ecclésiastique scientifique, connu comme constructeur d'instruments astronomiques.
Il a réalisé - et perfectionné - des astrolabes, des sphères, des horloges, des équatoires et différents types de cadrans solaires. On lui doit notamment l'horloge astronomique de la cathédrale de Bourges.
Mathématicien accompli, il améliore les tables trigonométriques de l'époque et est probablement le premier occidental à appliquer la trigonométrie sphérique au tracé de ses cadrans solaires.

## Biographie
La vie – mouvementée – de Fusoris, nous est connue grâce aux archives d’un procès qui lui fut intenté pour espionnage.
Né en Lorraine à Giraumont (Meurthe-et-Moselle), diocèse rémois, pendant la guerre de Cent Ans, Jehan ou Jean Le Fondeur est le fils d’un potier d'étain. Jeune, il apprend auprès de son père « à couler et à modeler l’étain ».
Il fait ses études à Paris où il prend le nom latinisé de Fusoris (de fusor : fondeur). « Homme excellent en la science de géométrie et grand astrologien », il obtient le titre de maître es arts dans les années 1390. « Dès cette époque, il s’occupe d’astrologie et de la fabrication d’instruments sidéraux. »
Au décès de sa mère, vers vingt-cinq ans, il retourne au pays, où son père espérait le voir continuer l’activité familiale ; mais il préfère revenir à Paris où il reprend des études de médecine. Il obtient sa licence en 1396, et sa maîtrise en 1398.
En parallèle, il continue son activité « mécanique ». Ses instruments, diffusés auprès de hauts personnages le rendent célèbre et il se tisse un important réseau de relations. Son commerce étant florissant, associé à un dénommé Jean de Chalon († en 1414), il s’adjoint les services de Jean du Berle, spécialiste de la fabrication d’horloges dès avant 1400. De plus, il entretient et forme dans sa maison des compagnons, qu'il appelle ses scolares.
Dans un autre domaine : « Il était devenu chanoine de Reims en 1404 (il était bachelier en théologie, et fut ordonné en 1411), chanoine de Paris en 1411, prévôt de Larchant en Seine-et-Marne en 1414, curé de Jouarre, chanoine de Nancy. »
Ses multiples activités, tant religieuses que professionnelles, l’amenent à partager son temps entre Paris (visité par les Anglais dans ces années-là), la province et l’étranger.
En juillet 1414, il devient aussi médecin de Richard de Courteny, évêque de Norwich et haut conseiller à la Cour du roi d’Angleterre, en séjour à Paris. Fusoris lui vend un équatoire au prix de 400 écus. Payé à moitié, Fusoris poursuit l’évêque jusqu’en Angleterre où il est retourné. Après d’interminables démarches à la cour du roi Henri V (à qui il a vendu un astrolabe et une sphère !), il parvient à se faire payer chichement le solde et revient en France.
C’est là qu’il est arrêté, soupçonné d’intelligence avec l’ennemi Anglais, peu de temps avant la sinistre bataille d’Azincourt. Son procès a lieu en 1416 et il est condamné, au bénéfice du doute, à l'exil dans son pays, à Mézières-sur-Meuse. Il ne rentrera en grâce qu’en 1423. C’est à cette date qu’il conçoit la superbe horloge astronomique de la cathédrale de Bourges, lieu de résidence temporaire du roi Charles VII.
Quelques années plus tard, en 1432, les chanoines de Metz lui commanderont un traité de cosmographie et le roi Charles VII le chargera d’établir de nouvelles tables astronomiques.
Mais il ne pourra mener à bien ce dernier projet, la mort survenant, dans des circonstances qu'on ignore, en 1436.

## Œuvre

### Instruments
| N° | Instrument(s) | Nbre | Destinataire(s)                    | Date   | Obs.                              | Prixécus | ~ €2013 |
| -- | ------------- | ---- | ---------------------------------- | ------ | --------------------------------- | -------- | ------- |
| 1  | Astrolabe     | 1    | Roi d'Aragon Jean I                | 1395   | (avant)                           |          |         |
| 2  | Astrolabe     | 1    | Pape Jean XXIII                    | 1410   | don                               |          |         |
| 3  | Astrolabe     | 1    | Roi d'Angleterre Henri V           | 1415   | le prix comprend la sphère no 6 : | 70       | 15 000  |
| 4  | Astrolabe     | 4    | Anonymes                           | 1415   | (avant)…….. prix moyen unitaire : | 27       | 06 000  |
| 5  | Sphère        | 1    | Pape Jean XXIII                    | 1410   | don                               |          |         |
| 6  | Sphère        | 1    | Roi d'Angleterre Henri V           | 1415   |                                   |          |         |
| 7  | Horloge       | 2    | Duc d'Orléans                      | 1397   | prix moyen unitaire :             | 120      | 27 000  |
| 8  | Horloge       | 1    | Chapitre de Bourges (horl. astro.) | 1424   | coût hors conception :            | 75       | 16 000  |
| 9  | Horloge       | 1    | Duc de Bourgogne                   | 1427 ? |                                   |          |         |
| 10 | Equatoires    | 7    | Evêque de Norwich                  | 1414   |                                   | 400      | 90 000  |
| 11 | Cadrans       |      | Anonymes                           | 1390   | (et plus tard)                    |          |         |

### Écrits
| Textes                                              | Destinataires et/ou commentaires                    |
| --------------------------------------------------- | --------------------------------------------------- |
| Traité et usage de l'astrolabe                      | Pierre de Navarre, ca. 1410                         |
| Pratique de l'astrolabe                             | Évêque de Norwich, roi d'Angleterre Henri V         |
| Livret d'astrologie                                 | -- d° --                                            |
| Composition des révolutions de la sphère solide     | Roi d'Angleterre                                    |
| Tables trigonométriques                             | Roi Charles VII                                     |
| Traité de cosmographie                              | Chanoines de Metz ; BnF, ms. fr. 9558, 1432.        |
| Géométrie pratique, algèbre                         | BnF, ms lat. 7287 = fr. 1339 ; attribué à Fusoris   |
| Textes et dessins au sujet des "quadrans"           | BnF, ms lat. 15104 ; copie d'un document autographe |
| Textes et dessins sur les instruments astronomiques | BnF, ms lat. 7295 ; d'après Fusoris.                |

## Apports scientifiques et techniques
Formé à l'astronomie et à la géographie de Ptolémée et aussi aux sciences arabes transmises par des traducteurs tel Jean de Séville, Fusoris applique ses nouvelles connaissances à son art. Il apporte aussi toute son expérience et son savoir-faire dans l'amélioration de ses instruments et dans certaines innovations.

### Astrolabes

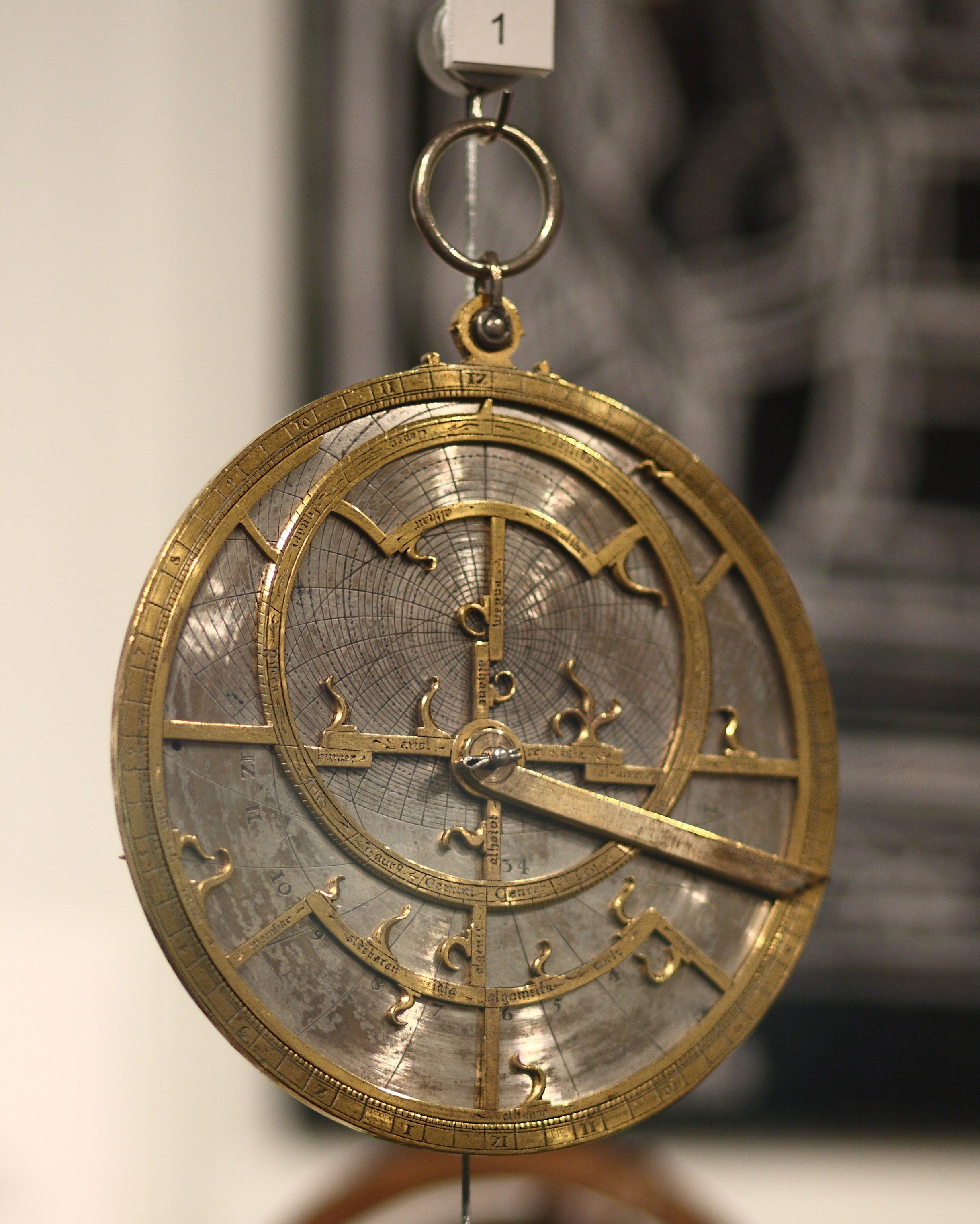
Un astrolabe planisphère de l'atelier de Jean Fusoris

Le traité sur l'astrolabe dédié à Pierre de Navarre sert de référence. Il est le fait d'un homme de métier qui est de plus un bon vulgarisateur. Soulignons aussi que ce texte est chronologiquement le deuxième traité écrit en Français qui nous soit parvenu, après celui de Pélerin de Prusse de 1362.
Particularités introduites, précisées dans le traité : (voir figures pour nomenclature et désignation)
- Alidade : amélioration du système de visée des pinnules ; en plus des trous, il adjoint un petit picot dans l'axe de visée pour mieux pointer l'astre dont on veut déterminer la hauteur.
- Ostenseur (règle): c'est un nouvel accessoire, à cette époque, sur les astrolabes occidentaux ; Fusoris est peut-être le premier à l'employer.
- Limbe : Les heures égales y sont gravées ; c'est encore une nouveauté liée certainement aux horloges qu'il est nécessaire de mettre à l'heure.
- Tympan : Fusoris adjoint aux tympans traditionnels[14], un tympan des horizons[15] qui « facilite la solution des problèmes géographiques. »
- Araignée : On trouve, dans le traité, une table originale d'étoiles à placer sur l'araignée. Cette table se retrouve dans un manuscrit conservé à Salamanque. Il fait référence à Fusoris et date de 1428.
- De plus, dans la partie « usage de l'astrolabe » Fusoris indique qu'il trouve 30 lieues françaises au degré pour un arc de méridien, soit 10 800 lieues pour la circonférence (voir figure : Dimensions de la Terre…) ; ce qui lui donne pour une lieue de l'époque de 3 248 m une circonférence de 35 078 km. Il en déduit un rayon terrestre de 1 718 et quatre-vingt-deuxièmes [4/22] soit 1 718,18 lieues (en vrai 1 718,873).

Pour finir, Emmanuel Poulle fait l'inventaire des astrolabes attribués à l'atelier de Fusoris. En 1963, il en relève une quinzaine. Dans les années 2008, il précisait dans ses conférences qu'il en avait répertoriés plus d'une vingtaine.

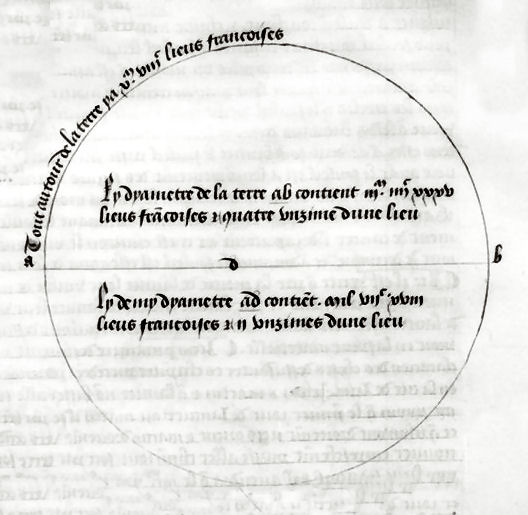
Dimensions de la Terre, dessin de Fusoris, 1431
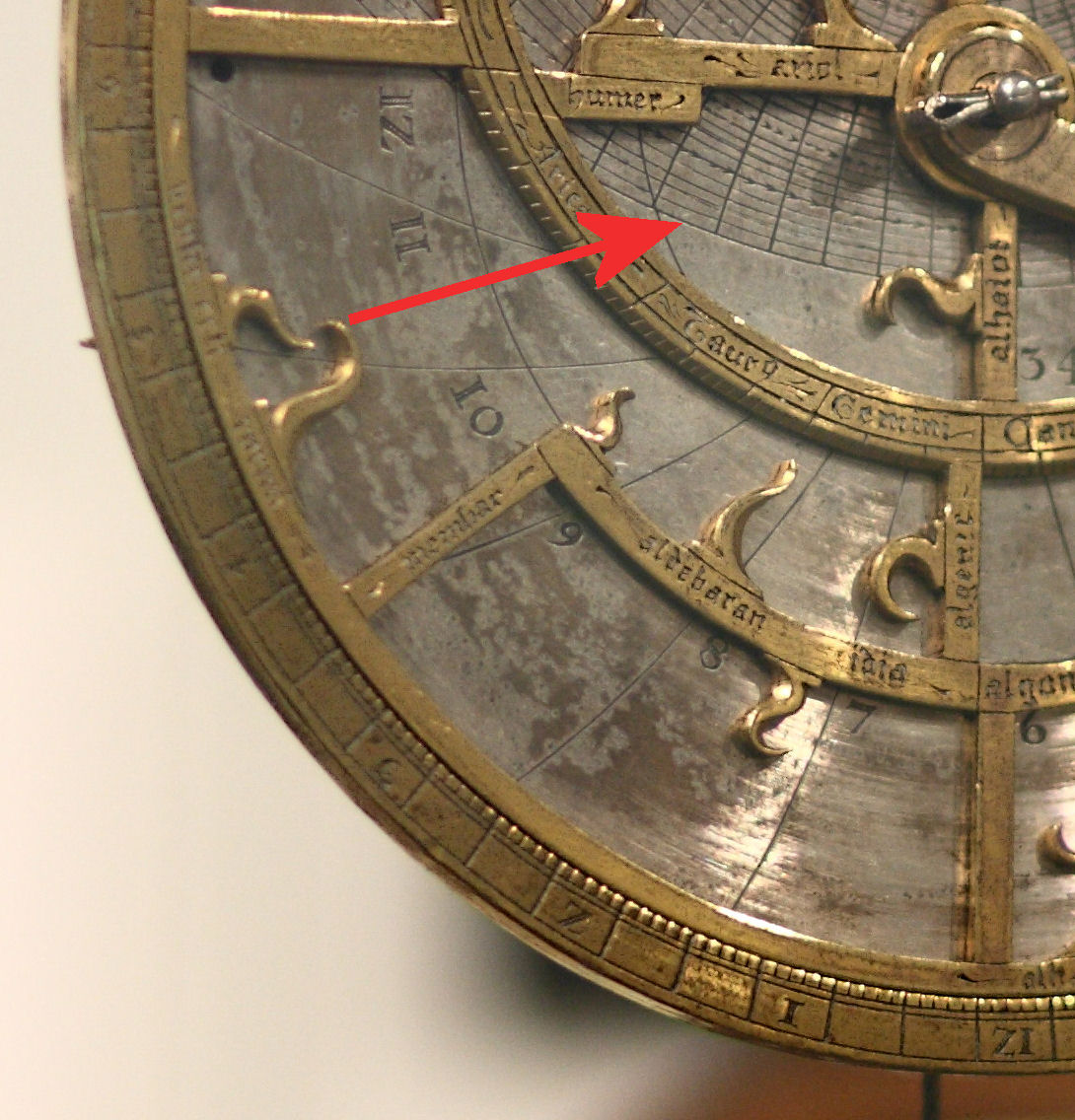
Position erronée de l'étoile Cornu arietis

### Sphères
Les sphères n° 5 et 6 (voir fabrications de Fusoris) ne sont pas documentées.
La spera materialis offerte au pape Jean XXIII en 1410 serait une sphère armillaire, mais nous n'en savons pas plus.
Un autre type de sphère a certainement été réalisé par Fusoris.
Dans le traité de cosmographie, destiné aux chanoines de Metz, daté de 1432 :
« Il fait référence à une « ronde boule » qu'il a fabriquée […] à laquelle il renvoie pour ses démonstrations. Jean Fusoris utilise cet objet, dont la fonction était d'illustrer concrètement la division des sept klimata [climats], [et] pour démontrer les effets sur l'heure de la différence de longitude. ».
Il est fort probable que sur la « ronde boule » aient été tracés les limites de l'œcumène, des cercles de latitudes et de longitudes, et que des noms de lieux y aient été inscrits.

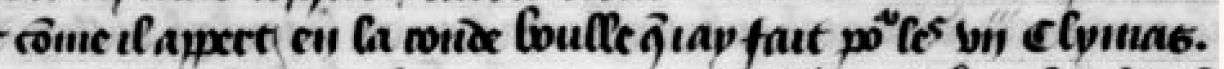
comme il appert en la ronde boulle que j'ay fait pour les vii clymas…

Ce pourrait être là, une première apparition d'un globe terrestre - dans notre monde occidental - soixante ans avant le globe de Martin Behaim, daté de 1492.

### Horloges

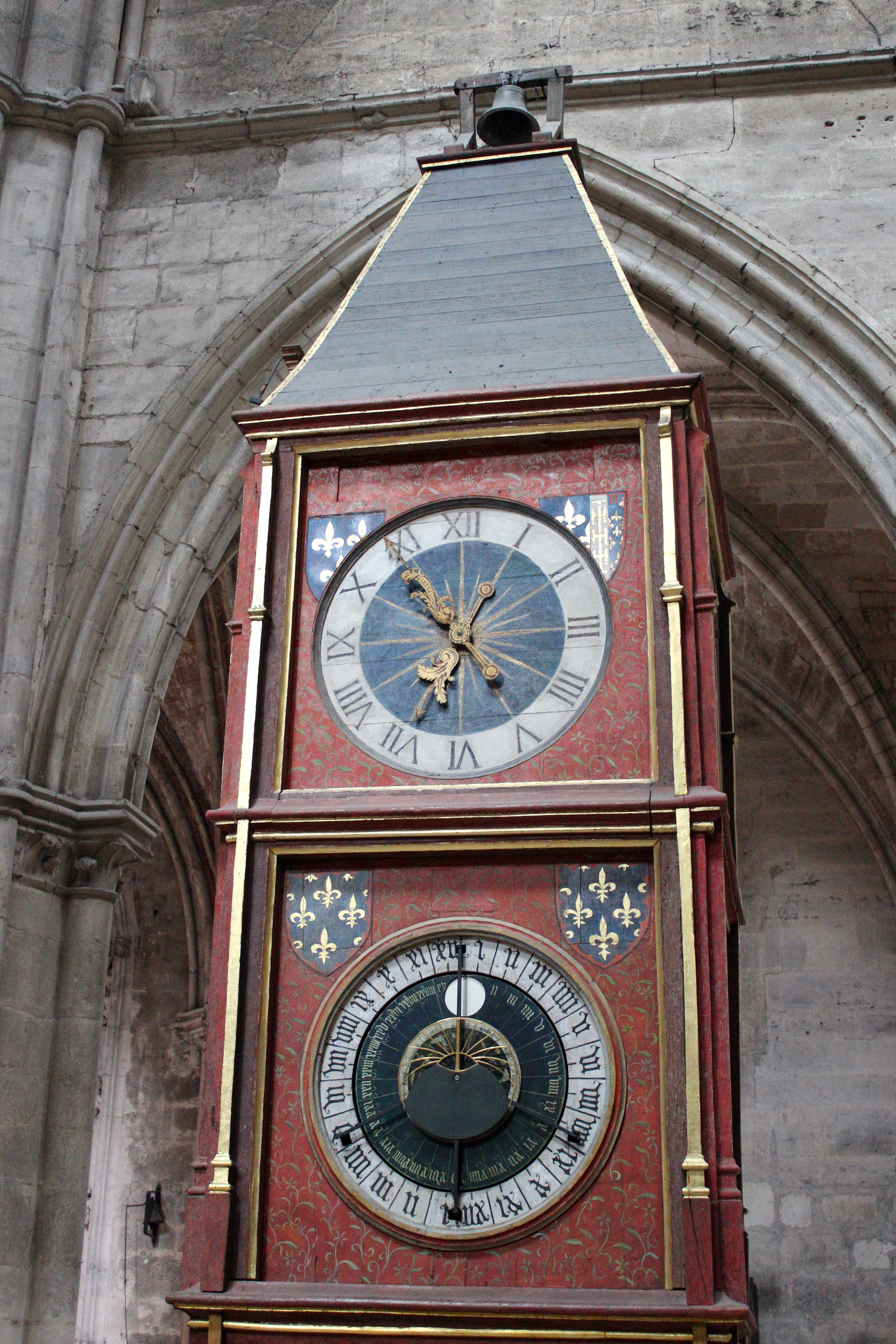
L'horloge astronomique de la cathédrale Saint-Étienne de Bourges.

Seules sont documentées deux horloges astronomiques. La première est une horloge supposée faite par Fusoris pour le duc de Bourgogne ; la seconde concerne l'horloge monumentale de Bourges. Ici, Fusoris met en application tout son talent de mécanicien concepteur.
1. L'horloge du duc de Bourgogne : De dimensions modestes, elle ne peut avoir un grand nombre d'engrenages et des roues dentées de grandes dimensions, ce qui joue sur l'exactitude des différents mouvements. Le mécanisme astronomique, qui est décrit, donne le mouvement « mensuel » de la lune et le mouvement annuel du soleil. Le mois lunaire est obtenu avec une erreur théorique de 1 min 33 s en plus et l'année solaire est exacte à 1 h 15 min 10 s en moins. Nous verrons, dans la partie consacrée à l'horloge de Bourges que Fusoris, sans contraintes dimensionnelles, peut atteindre l'excellence. Pour information, l'horloge possède un mécanisme de sonnerie, sans roue de compte c'est-à-dire qu'il n'y a qu'un coup sonné à chaque heure.
2. L'horloge de Bourges. Nous ne soulignerons que l'exactitude des mouvements de la lune et du soleil pour comparaison avec l'horloge du duc de Bourgogne. De grandes dimensions (elle est monumentale), ses engrenages sont plus nombreux et les roues dentées peuvent être plus grandes, ce qui permet à Fusoris d'atteindre la perfection dans ses calculs de rapports de pignonnerie. En effet, le mois lunaire (de l'époque) est exact soit une durée de 29 j 12 h 44 min 3,2 s (aujourd'hui, la durée du mois lunaire est inférieure de 0,37 s). D'autre part, l'année solaire (de l'époque) est, elle aussi exacte, soit une durée de 365 j 5 h 48 min 46 s (aujourd'hui, la durée de l'année solaire est inférieure de 0,5 s). Il est intéressant de noter ici que l'horloge réhabilitée a une pignonnerie identique à celle d'origine, et que par conséquent elle est moins exacte, aujourd'hui, que l'horloge-mère[21]…

En plus de ces deux horloges astronomiques, il existe - dans le manuscrit décrivant les deux horloges précitées - un dessin d'avant-projet d'une horloge boule. Il est attribué à Jean Fusoris mais rien n'indique que ce projet a été mis en œuvre. Une horloge boule est une horloge suspendue à un fil et elle constitue son propre poids moteur. Ce type d'horloge, dont le principe est ici mis en évidence, ne sera réalisé qu'à partir du XVIe siècle et les quelques exemplaires qui nous sont parvenus datent principalement du XVIIe siècle.

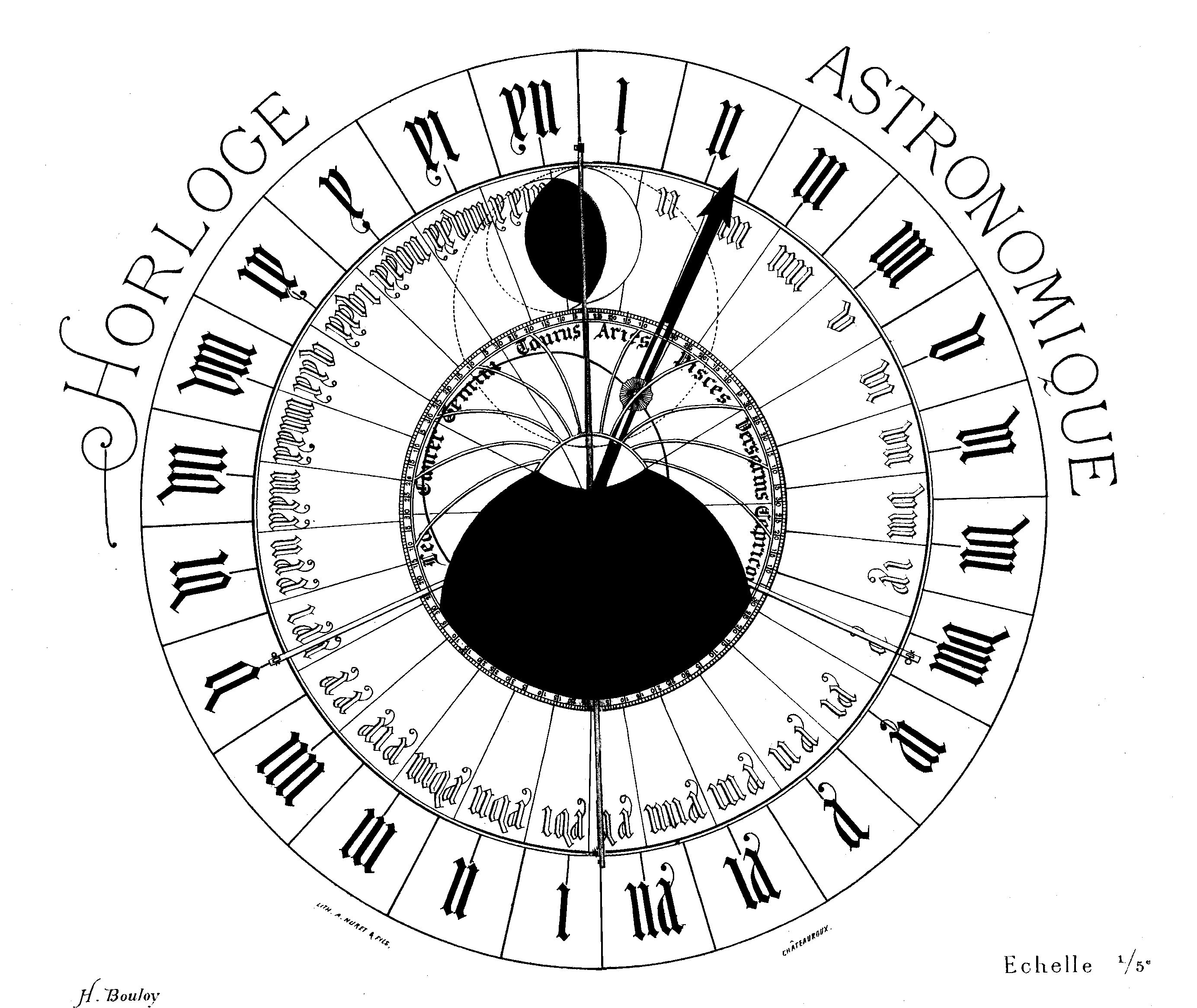
Le cadran astronomique de l'horloge de Bourges.
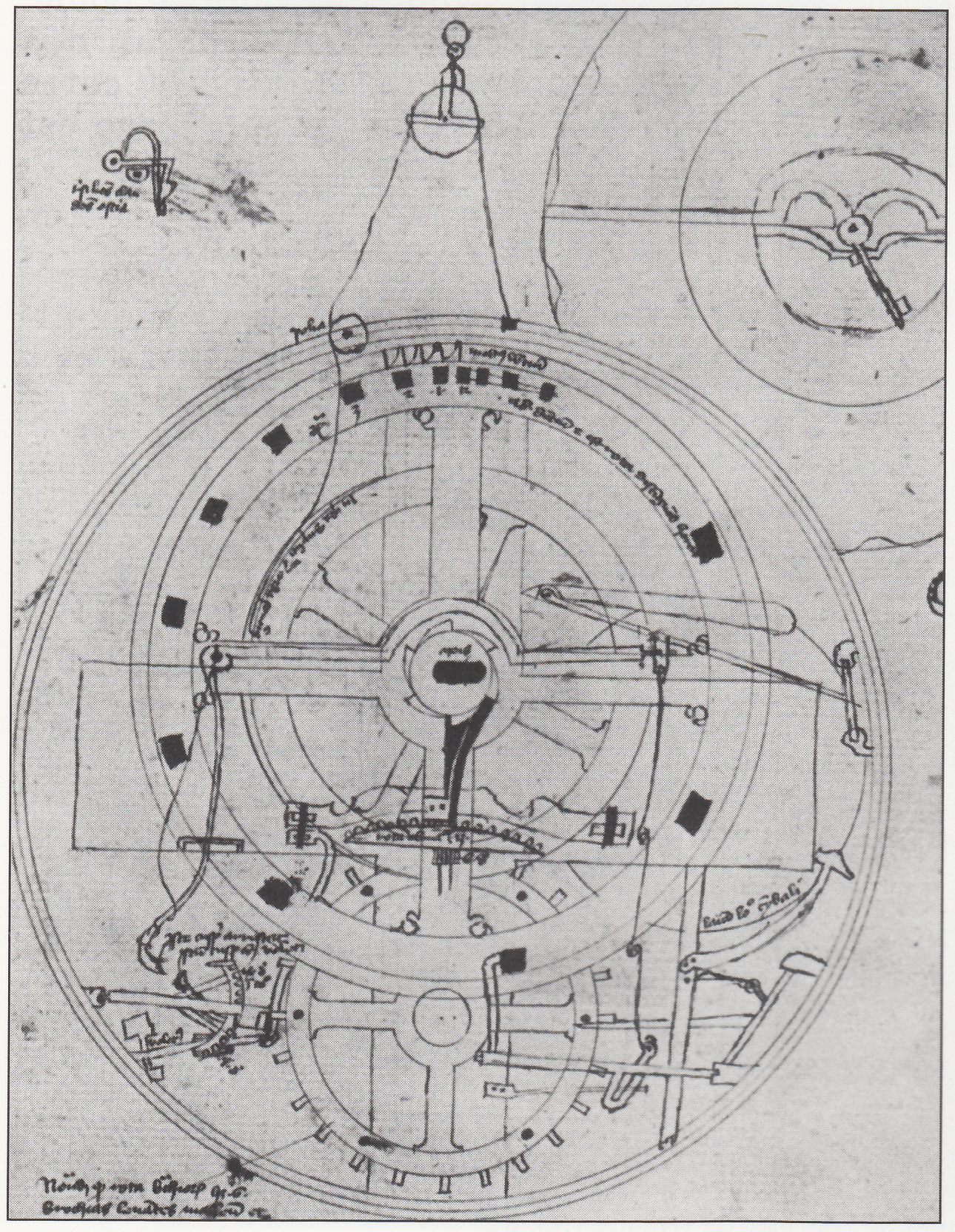
L'horloge boule attribuée à Fusoris.

### Équatoires

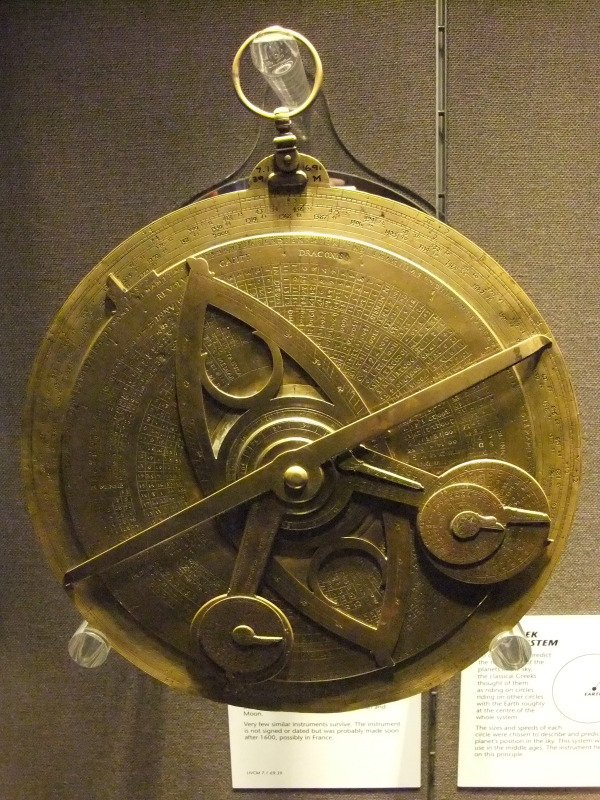
Équatoire, ca. 1600, World Museum de Liverpool

Les équatoires, permettent, dans la représentation ptolémaïque de l'univers, de déterminer le vrai lieu des planètes pour une date donnée. Ce sont des instruments plans qui combinent des mouvements d'excentriques et d'épicycles pour situer le soleil, la lune, et les planètes sur l'écliptique. Au nombre de sept, comme les planètes, ils peuvent être fabriqués en papier, ou mieux en laiton. L'instrument de Fusoris, rassemble ces « sept instruments de laton (sic) » décrits dans le manuscrit lat. 7295.
Un travail considérable, fait de calculs difficiles, lui permet de s'affranchir des tables astronomiques pour se servir de l'instrument. Ce qui n'était pas le cas de ses prédécesseurs qui construisirent les premiers équatoires : « L'instrument de Fusoris est plus compliqué à réaliser, plus encombrant même puisqu'au total il comporte sept disques au lieu de trois ou quatre chez les autres auteurs, mais il est plus simple à réaliser [il faut certainement lire : plus simple à exploiter]. » On citera pour preuve « de l'importance des travaux et calculs préparatoires qu'il lui a fallu exécuter » les propos de Fusoris lors de son procès. Interrogé sur le prix de quatre cents écus demandé à l'évêque de Norwich, il avoua qu'il aurait pu n'en demander que trois cents, mais il ajouta que même pour cinq cents écus, il aurait refusé de recommencer.
Pour conclure, laissons encore la parole à E. Poulle : « En face des auteurs médiévaux, d'une part, qui, dans la tradition d'Al-Zarqali, se contentent de proposer à l'astronome le concours de constructions géométriques, des efforts, d'autre part, de ceux qui, à l'extrême fin du XVe et au XVIe siècle, ont voulu simplifier la pratique de l'instrument des planètes, la position de Fusoris […] apparaît véritablement exceptionnelle. »

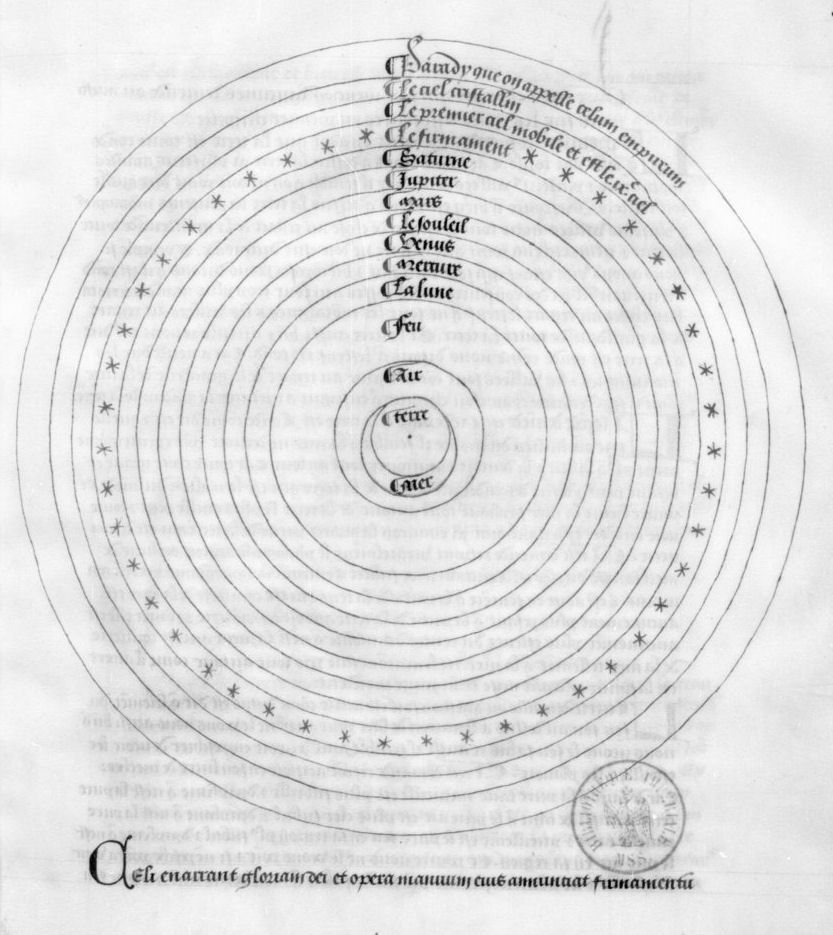
Univers Ptolémaïque, Fusoris, 1431
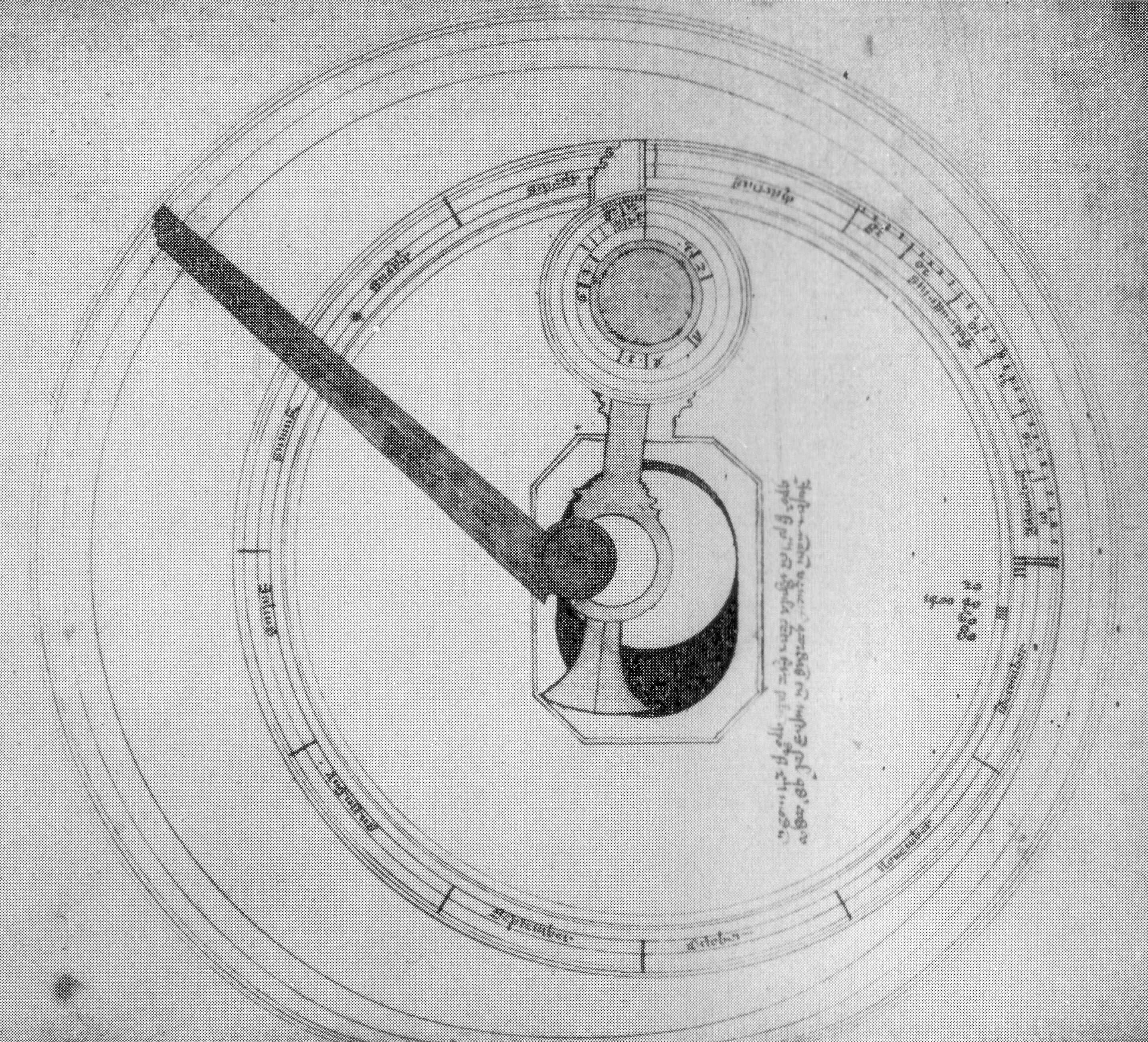
Instrument de Vénus et du Soleil, d'après Fusoris
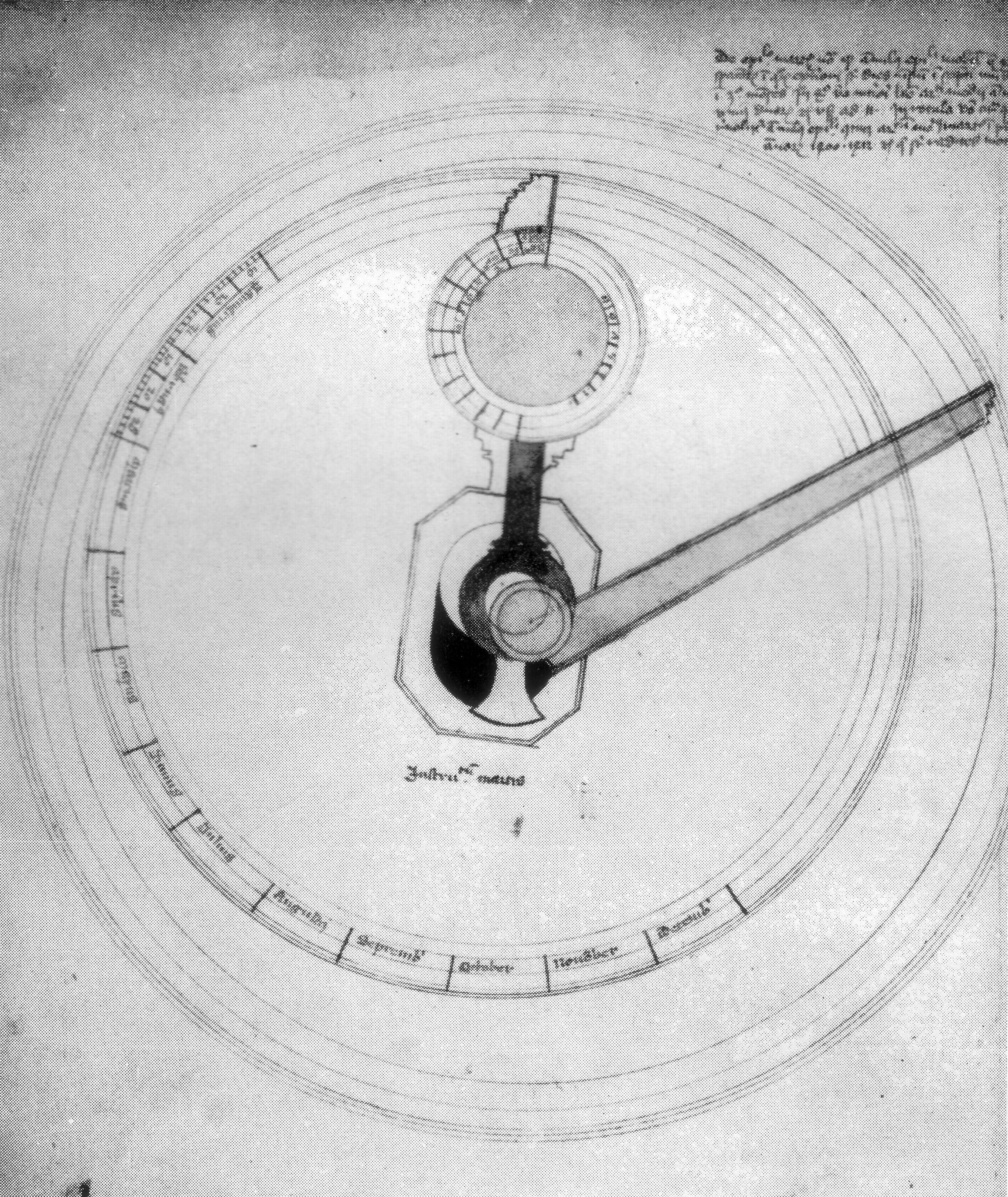
Instrument de Mars, d'après Fusoris

### Cadrans
Le manuscrit BnF lat. 15104 est la principale source d'informations. Copie directe d'un document autographe de Fusoris, on y trouve des notes qui traitent :
- de la construction et usage des différents cadrans,
- de propositions d'améliorations,
- de calculs, mesures et tables pour optimiser ses instruments.

Il faut souligner ici que les cadrans de Fusoris sont tous « à heures égales », cadrans d'un nouveau genre, qui accompagnent les horloges pour leur réglage au Soleil. Citons ces différents cadrans, dans leur ordre chronologique d'apparition, et voyons les apports de Fusoris à leur réalisation.

#### Le cadrans de berger

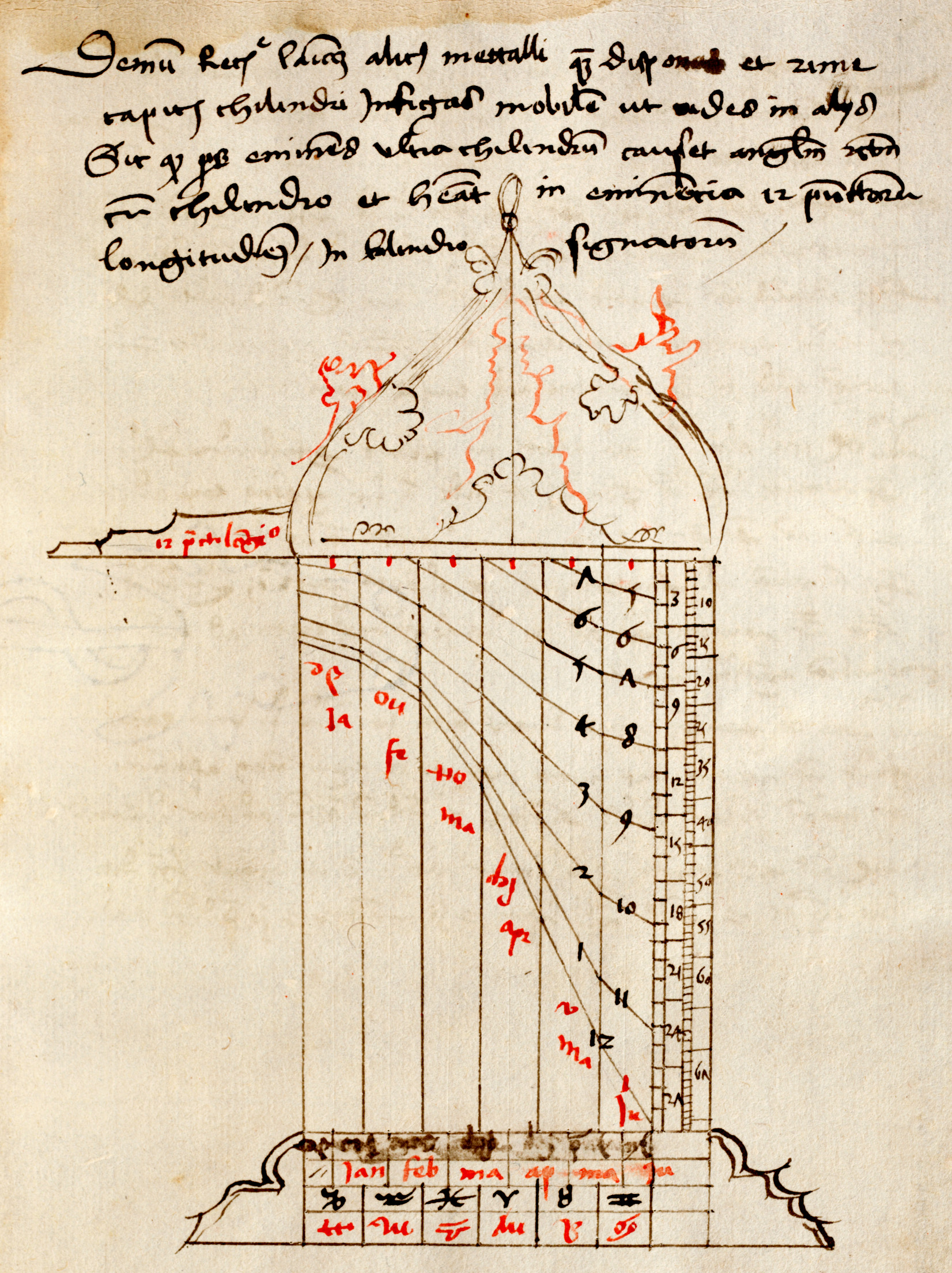
Cadran de berger, manuscrit anonyme, ca. 1500, Université de Lund.

Le cylindre ou horloge du voyageur (horologium viatorum), nom de l'époque du cadran de berger, apparaît en occident au XIe siècle.
Fusoris propose quelques améliorations :
- équilibrer le poids du gnomon en plaçant deux styles en opposition, ou en plaçant un contrepoids à l'intérieur, pour conserver la verticalité lors de l'utilisation.
- placer le marquage des mois qui se trouve en bas du cylindre dans la partie supérieure, pour une meilleure précision.
- indiquer sur le gnomon la longueur de celui-ci, ce qui est une donnée informative importante pour les mesures, et que les constructeurs précédents n'ont pas jugé bon de définir.

Ces modestes améliorations sont suivies d'une table de hauteurs du soleil qu'il a lui-même relevées (avec un grand astrolabe et un grand quadrant). Ces hauteurs sont nécessaires au tracé par points des lignes horaires. Des calculs permettent de préciser que ces relevés ont été effectués à la latitude de Paris. La dispersion sur les différentes hauteurs est de l'ordre de 0,5°, précision suffisante pour le tracé de ce type de cadran.

#### Le quadrant
Fusoris ne s'intéresse qu'au quadrant ancien, à heures égales, qu'il veut pouvoir tracer à l'aide de tables.
Il donne quatre tables des hauteurs du soleil, sans autres précisions sur leur obtention. La table la plus complète a été analysée. Les valeurs sont conformes aux valeurs théoriques à ± 10 minutes de degré.
Ces tables permettent le tracé géométrique du quadrant. Ici Fusoris adapte un ancien type de quadrant à heures inégales (1) à la nouvelle « mode » des heures égales (2). Plus tard, au début du XVIe siècle, ce quadrant sera simplifié et d'un maniement plus immédiat (3).

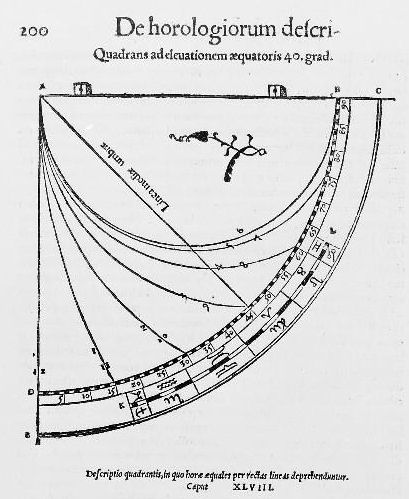
1 - Quadrant ancien à heures inégales (avec curseur)
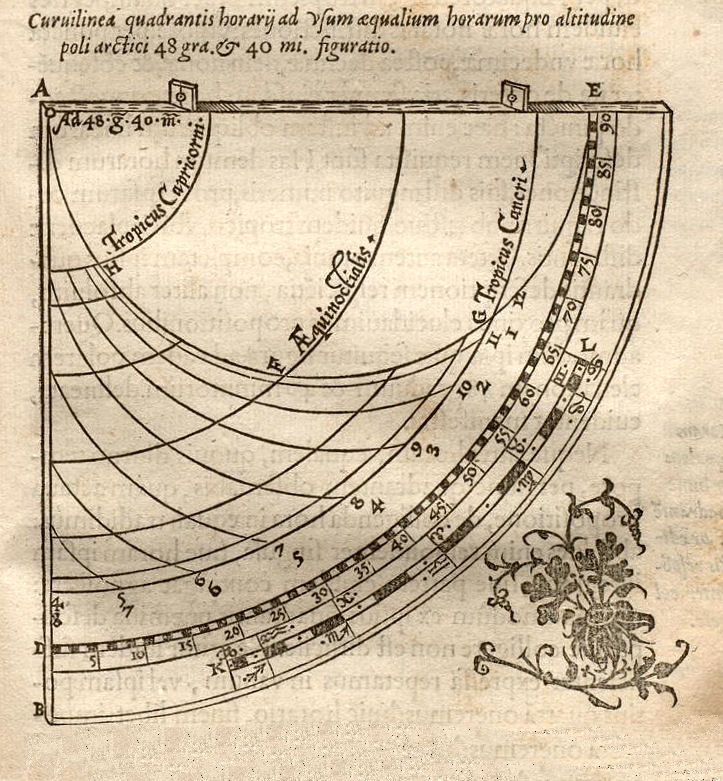
2 - Quadrant ancien à heures égales (curseur inutile)
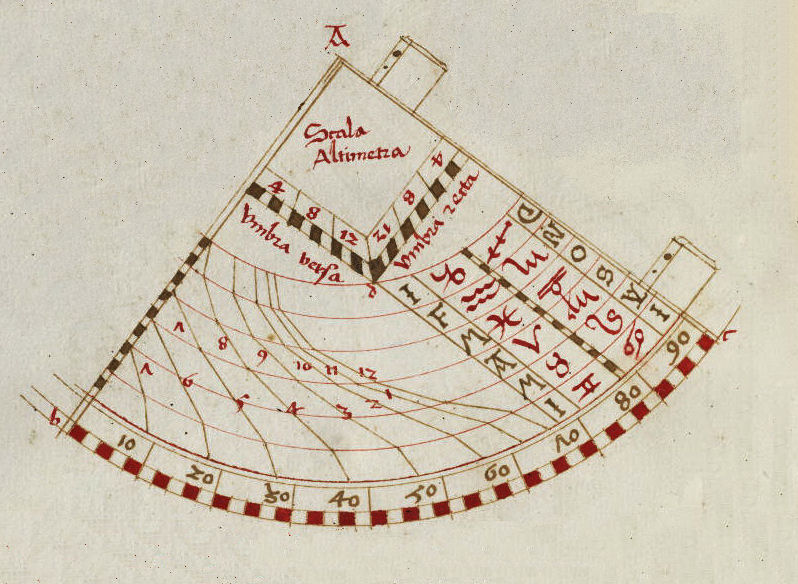
3 - Quadrant à heures égales (le curseur a disparu)

#### Le cadran à style polaire

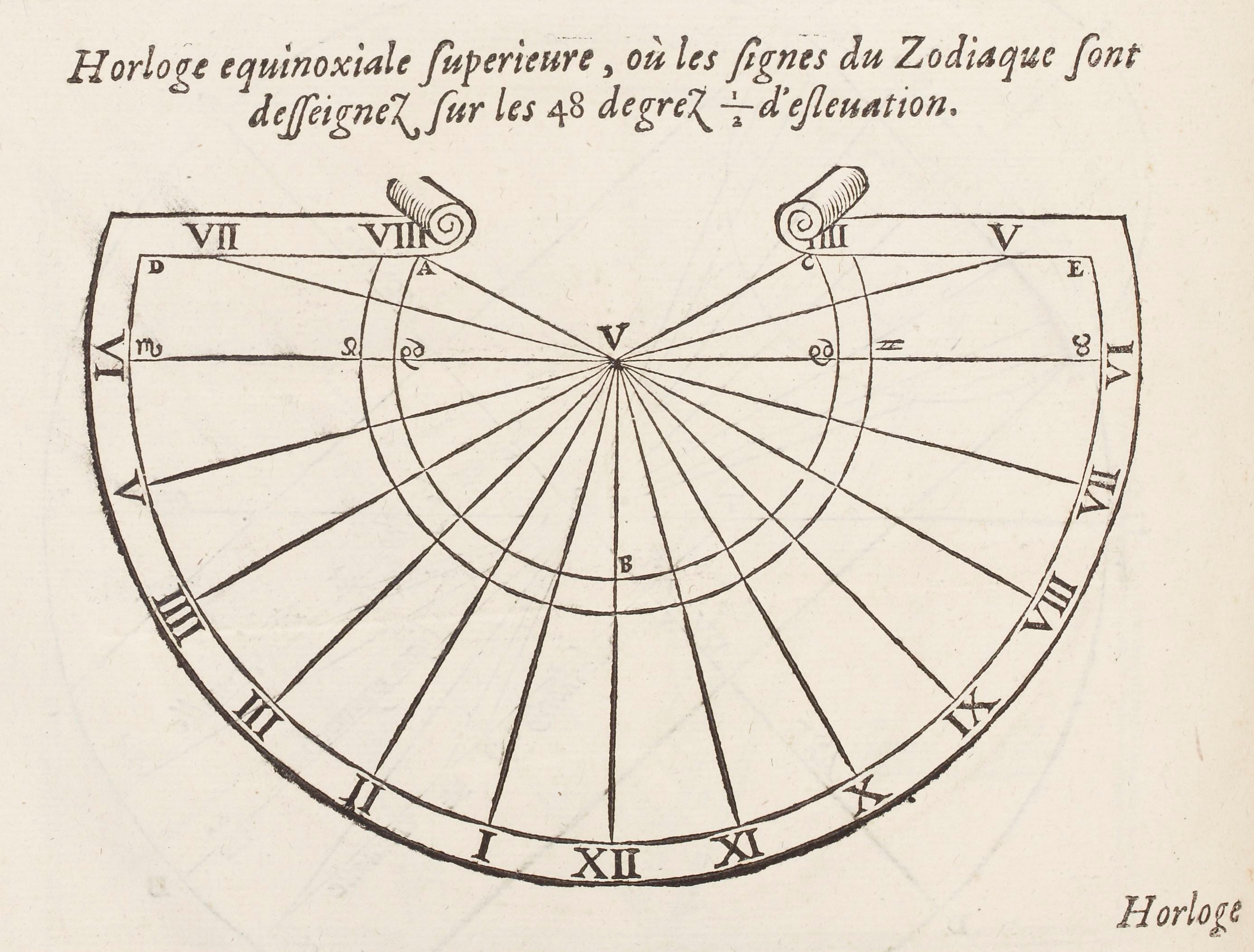
Cadran horizontal, lat. 48,5°, Salomon de Caus, 1624

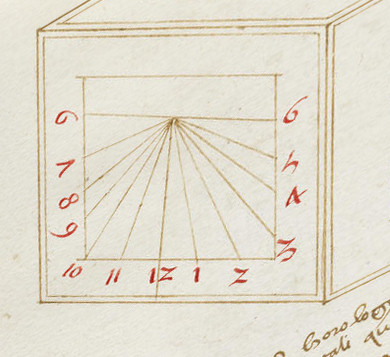
Cadran méridional manuscrit, ca. 1500

Fusoris ne s'étend pas sur le tracé du plus classique des cadrans, qui pourrait être géométrique :
- il indique directement un principe de calcul des angles horaires par trigonométrie sphérique appelé « katha » : méthode de résolution des triangles sphériques connue sous le nom de théorème de Ménélaüs, étendu aux triangles sphériques.
- il en tire des tables pour des cadrans horizontaux de Paris. Il y adjoint des tables pour des cadrans verticaux méridionaux.

À ce propos, il souligne avoir repris par katha le tracé (géométrique ?) d'un cadran en pierre réalisé à la principale dépendance de la puissante abbaye de Cluny en Bourgogne, le Prieuré Saint-Martin-des-Champs aujourd'hui le Musée des arts et métiers. Les résultats de ses différentes tables sont sensiblement corrects pour les latitudes choisies. Pour un cadran horizontal, le plus exact, probablement calculé par katha, les écarts moyens sont de l'ordre de ± 2,5 minutes de degré.
Le principe de calcul des angles horaires par trigonométrie sphérique est exceptionnel ! Ce type de résolution ne sera repris que bien plus tard, et, bien souvent, sous une forme trigonométrique plane. Fusoris serait-il le premier occidental à employer cette méthode occultée par le tracé géométrique bien plus abordable aux gnomonistes de l'époque ? Il est vrai que Fusoris était un mathématicien hors pair. Voyons ce qu'il nous a apporté dans ce domaine.

### Outils mathématiques
Les activités de conception et d'exploitation d'instruments scientifiques de Fusoris l'ont amené à décrire une géométrie pratique en liaison avec les astrolabes, à développer l'outil trigonométrique et peut-être aussi à employer des méthodes algébriques, bien avant leur reconnaissance historique.

#### Géométrie pratique
Essentiellement, d'après l'exploitation du manuscrit BnF fr. 1339.
Le traité de Fusoris n'est pas un ouvrage théorique, mais véritablement un traité pratique d'arpentage. Il y décrit
- les unités de mesure employées : pour « toutes choses qui se mesurent par perche et toyses, par pies [lire pieds], paulces et les semblables… »
- la pratique de « l'esquerre », instrument d'arpentage à visée pour mesures angulaires - différent du quadrant - et ses procédures d'utilisation.
- l'emploi de la pierre d'aimant pour se déplacer dans une direction « nord - sud » après avoir trouvé le méridien du lieu à l'astrolabe - ce qui sous-entend que la pierre d'aimant n'indique pas nécessairement le nord géographique. Ici, Fusoris semble être le premier à indiquer que la pierre d'aimant peut être employée pour voyager sur terre.

#### Tables trigonométriques
D'après le manuscrit BnF lat. 7290.
Les tables trigonométriques de Fusoris ne comportaient que des tables des cordes et des sinus de 15 en 15 minutes, avec un minimum de sept chiffres significatifs pour les valeurs exprimées des sinus.
Ces tables étaient les plus précises et les plus complètes de l'époque. Elles étaient à mi-chemin entre celles de Ptolémée, qui ne donnait que les cordes avec un pas de 1/2 degré et celles de Peurbach qui, quelques décennies plus tard, donna des tables de 10 en 10 minutes de degré. Regiomontanus, élève de Peurbach, lui, atteindra la minute et publiera la première table des tangentes dans l'occident latin.

#### Algèbre
Le manuscrit BnF fr. 1339, daté autour des années 1460, contient quelques exercices mathématiques résolus par une méthode algébrique. Cette partie est associée à Fusoris en raison de la juxtaposition du traité sur l'astrolabe dédié à Pierre de Navarre. Cet emploi de l'algèbre n'est pas une innovation. Il permet simplement de constater que la méthode est employée quelque trente à cinquante ans avant Nicolas Chuquet, référence historique actuelle.